# Radwanów-Kolonia
Radwanów-Kolonia – wieś w Polsce położona w województwie świętokrzyskim, w powiecie koneckim, w gminie Słupia Konecka.
- Kapliczki dziękczynne

'Kapliczki
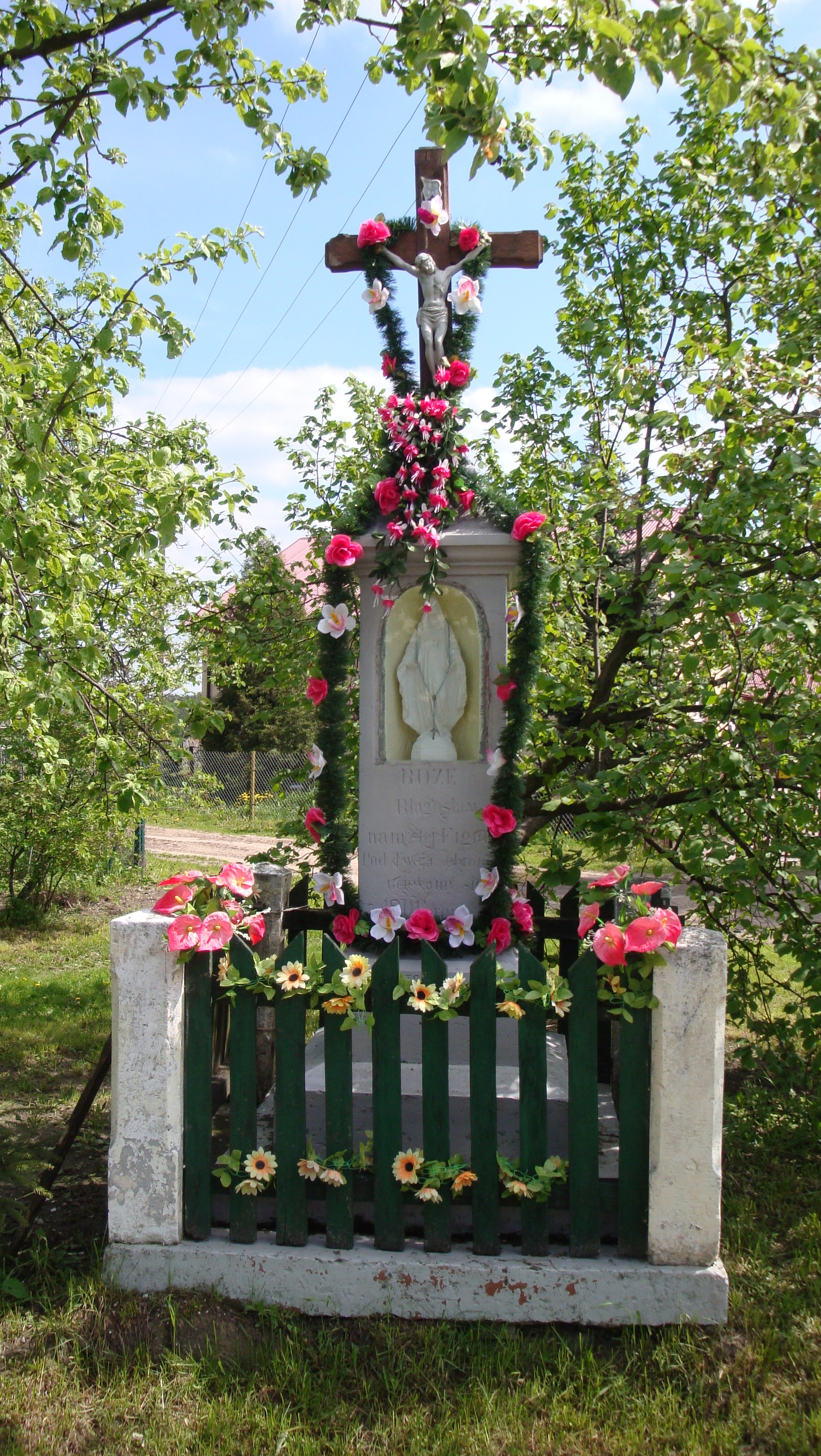
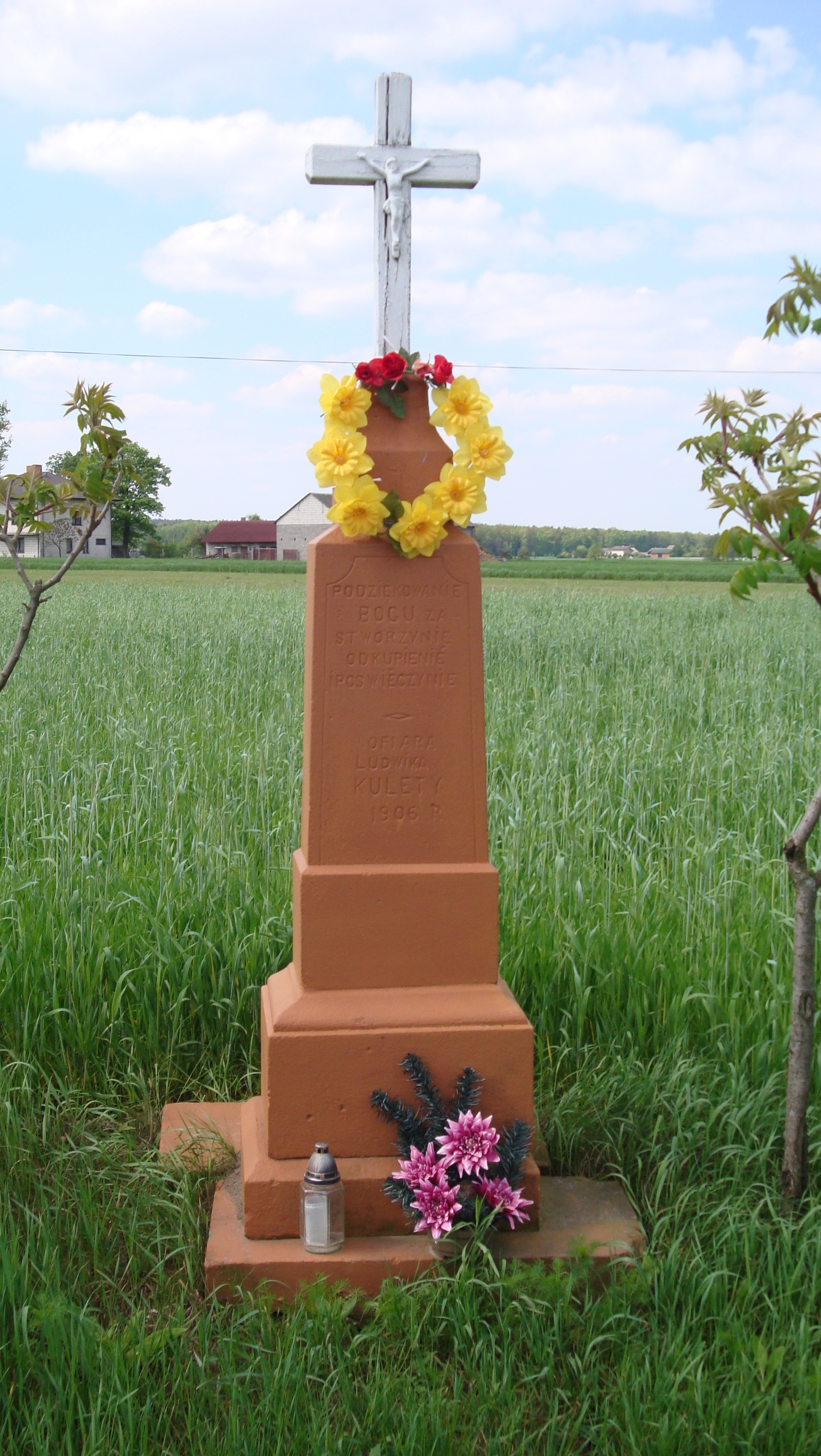

Wierni Kościoła rzymskokatolickiego należą do parafii św. Michała Archanioła w Pilczycy.